# Andrej Budal
Andrej Budal (Gorizia, 31 ottobre 1889 – Trieste, 7 giugno 1972) è stato uno scrittore, giornalista e traduttore sloveno.

## Biografia
Andrej Budal nacque a Gorizia, nel quartiere periferico di Sant'Andrea, abitato da sloveni, appartenente a quei tempi all'Impero austro-ungarico (oggi in Italia).
Frequentò l'Università di Vienna, dove studiò lingue romanze, laureandosi con il dottorato di ricerca nel 1913.
Dopo la prima guerra mondiale, tornò nella sua terra natia, che nel frattempo era diventata italiana. Restò in Italia, lavorando come insegnante di francese nelle scuole superiori di Gorizia, Idria, Tolmino, Udine, Perugia e Venezia.
Nel secondo dopoguerra, partecipò assieme alla delegazione diplomatica jugoslava alla Conferenza di pace di Parigi che stabilì il nuovo confine tra Italia e Jugoslavia. Dopo la nascita del Territorio Libero di Trieste nel 1947, Budal si stabilì proprio a Trieste, dove assunse la direzione del teatro di lingua slovena.
Divenne celebre anche per le sue traduzioni in sloveno di autori della letteratura francese e di quella italiana, oltre che per i suoi approfondimenti saggistici e gli studi letterari.
Tra gli altri, tradusse I promessi sposi di Alessandro Manzoni, Decameron di Giovanni Boccaccio e i racconti di Grazia Deledda e Guy de Maupassant.
Scrisse numerose prose, tra cui La via crucis di Peter Kupljenic (Križev put Peter Kupljenic, 1911), racconto dedicato alla problematica della Riforma protestante; inoltre scrisse diverse novelle di stile naturalistico e di ambientazione contemporanea, tutte comprese tra il 1911 e il 1914, quali La signorina Rezi (Gospodična Rezi), Domenica (Nedelja), Amore domato (Užugana ljubezen), Abdul l'indifferente (Indiferentist Abdul), Origliando (Prisluškovanje); ed infine molti racconti popolareggianti come Il povero Uštin (Ubogi Uštin, 1928), Tra cuore e terra (Med srci in zemljo , 1932), A cavallo (Na konju, 1938).

## Opere
- La via crucis di Peter Kupljenic (Križev put Peter Kupljenic, 1911);
- La signorina Rezi (Gospodična Rezi, 1911-1914);
- Domenica (Nedelja, 1911-1914);
- Amore domato (Užugana ljubezen, 1911-1914);
- Abdul l'indifferente (Indiferentist Abdul, 1911-1914);
- Origliando (Prisluškovanje, 1911-1914);
- Il povero Uštin (Ubogi Uštin, 1928);
- Tra cuore e terra (Med srci in zemljo, 1932);
- A cavallo (Na konju, 1938).